# انی کنی
انی کنی (انگلیسی: Annie Kenney؛ ۱۳ سپتامبر ۱۸۷۹ – ۹ ژوئیهٔ ۱۹۵۳) از یک خانواده طبقه کارگر انگلیسی بود که به یک شخصیت برجسته در اتحادیه سیاسی اجتماعی زنان تبدیل شد.
او اولین فعالیت اش را در لندن به همراه مینی بالداک آغاز کرد. فعالیت‌های کنی در سال ۱۹۰۵ توجه رسانه‌ها و مطبوعات را جلب کرد وقتی که او و کریستابل پنکهرست چندین روز در ارتباط با فعالیت برای حق رأی زنان به دلیل تعرض و آبستراکسیون زندانی شدند.

## زندگی‌نامه
انی در اولدهام، در یک خانواده طبقه کارگر متولد شد. وی دختر چهارم (از ۱۲ کودک) نلسون کنی و آن وود بود. انی در سن ۱۰ سالگی به صورت نیمه وقت در یک کارخانه پنبه شروع به کار کرد و همچنین در مدرسه مشغول به تحصیل شد و کار تمام‌وقت را در ۱۳ سالگی آغاز کرد. او ۱۵ سال در کارخانه کار کرد و در فعالیت‌های اتحادیه‌های کارگری شرکت داشت، تحصیلات خود را از طریق مطالعه ادامه داد. او یک عضو رسمی کلیسا بود.

## فعالیت‌ها

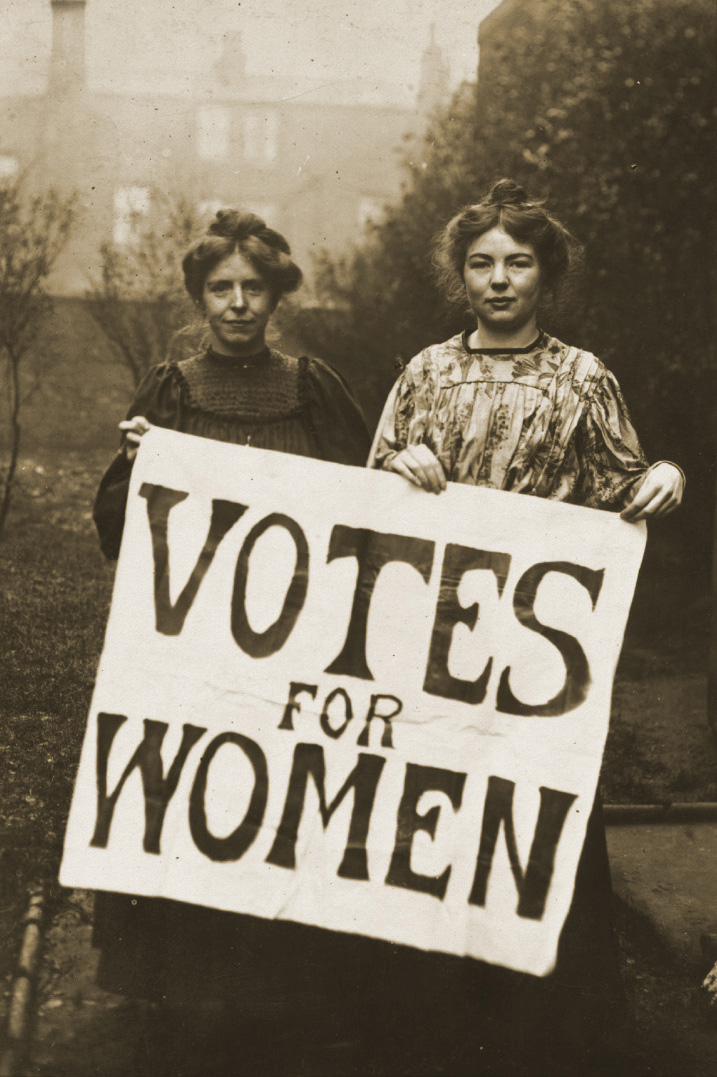
انی کنی و کریستابل پنکهرست (راست)

کنی به‌طور فعال در انجمن اجتماعی و سیاسی زنان (WSPU) فعالیت می‌کرد. کنی و یکی از فعالین زنان در اتحادیه به نام کریستابل پنکهرست، در اکتبر ۱۹۰۵، در یک جلسه سیاسی با حضور وینستون چرچیل و سر ادوارد گری فریاد کشیدند: «آیا دولت لیبرال به زنان رای می‌دهد؟» این کار همراه با بازکردن یک بنر که «حق رای برای زنان» بر روی نوشته شده بود صورت گرفت. آنها برای انسداد در محل جلسه و حمله به یک افسر پلیس، به مدت سه روز دستگیر شدند. کنی در مجموع ۱۳ بار زندانی شده بود.
در سالهای ۱۹۰۶ و ۱۹۰۷ انی به همراه فلورا دروموند، کریستابل پنکهرست، املین پنکهرست، شارلوت دسپارد و دو نفر دیگر از رهبران اتحادیه سیاسی اجتماعی زنان بودند.
در سال ۱۹۰۶، این گروه یک سری تظاهرات و لابی‌های پارلمانی را شروع کرد که به دستگیری و زندانی شدن تعدادی از اعضایش منجر شد. طی اظهار نظری در این پدیده، چارلز هندز در دیلی میل نوشت برای اولین بار اعضای اتحادیه سیاسی اجتماعی زنان به حق رای دست یافتند. در سال ۱۹۰۷ این اتحادیه اولین زنان عضوش را به پارلمان فرستاد.